# Janowy Przechód
Janowy Przechód (ok. 1650 m) – przełęcz w Hawranim Dziale (Dolina Zadnich Koperszadów) w słowackich Tatrach Bielskich. Jest to długa grzęda opadająca z Hawrania (a dokładniej z Hawraniej Czubki) w południowym kierunku (z odchyleniem na zachód), i oddzielająca Janowy Żleb znajdujący się po jej zachodniej stronie od Szerokiego Żlebu po wschodniej stronie. Janowy Przechód znajduje się w niej poniżej skalistego pasa Hawranich Rzędów. Przechodzi nim ścieżka wykonana jeszcze za czasów księcia Christiana Hohenlohego, który w 1887 r. wykupił tę część Tatr dla celów myśliwskich, założył w niej tzw. Zwierzyniec Hohenlohego i ogrodził go. Na całej Hawraniej Grzędzie od Janowego Przechodu w górę, aż po Hawranią Czubkę zachowały się resztki tego ogrodzenia, m.in. masywne żelazne słupy dwumetrowej wysokości, stalowe pręty, druty, kołki.
Nazwę przełęczy wprowadził Władysław Cywiński w 4 tomie przewodnika Tatry. Jest to płytko wcięte, szerokie siodło porośnięte kosodrzewiną. Prowadzi nim ścieżka w charakterystyczny dla Tatr Bielskich sposób; nie z dolin w górę na szczyty lub przełęcze, ale w poprzek stoków wzdłuż poziomic. Ścieżki te bowiem wykonano nie dla turystów, lecz dla myśliwych i drwali

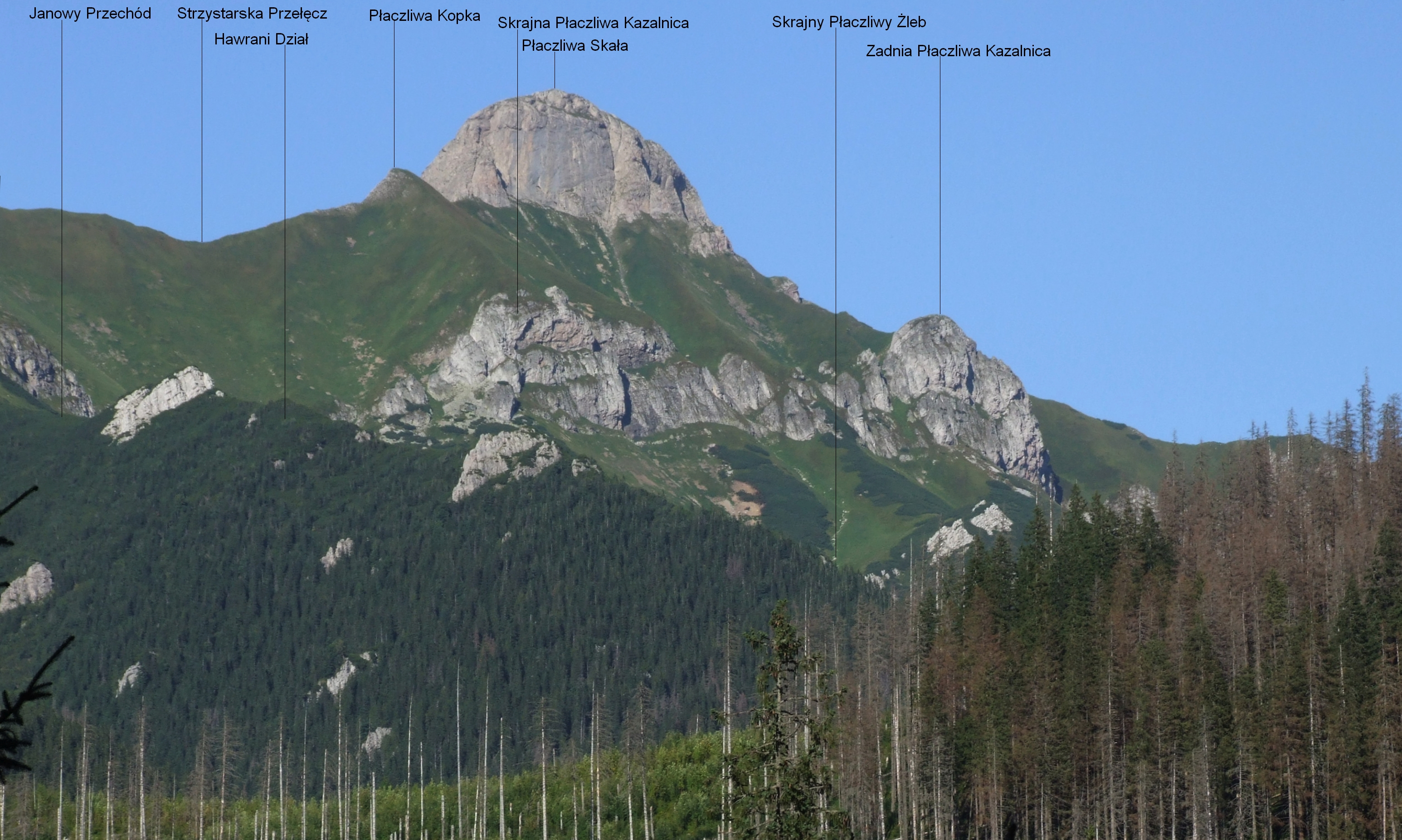
Widok z Doliny Jaworowej